# Boussou (departamento)
Boussou é um departamento ou comuna da província de Zondoma no Burkina Faso. A sua capital é a cidade de Boussou.
Em 1 de julho de 2018 tinha uma população estimada em 32700 habitantes.